# Russel Van Dulken

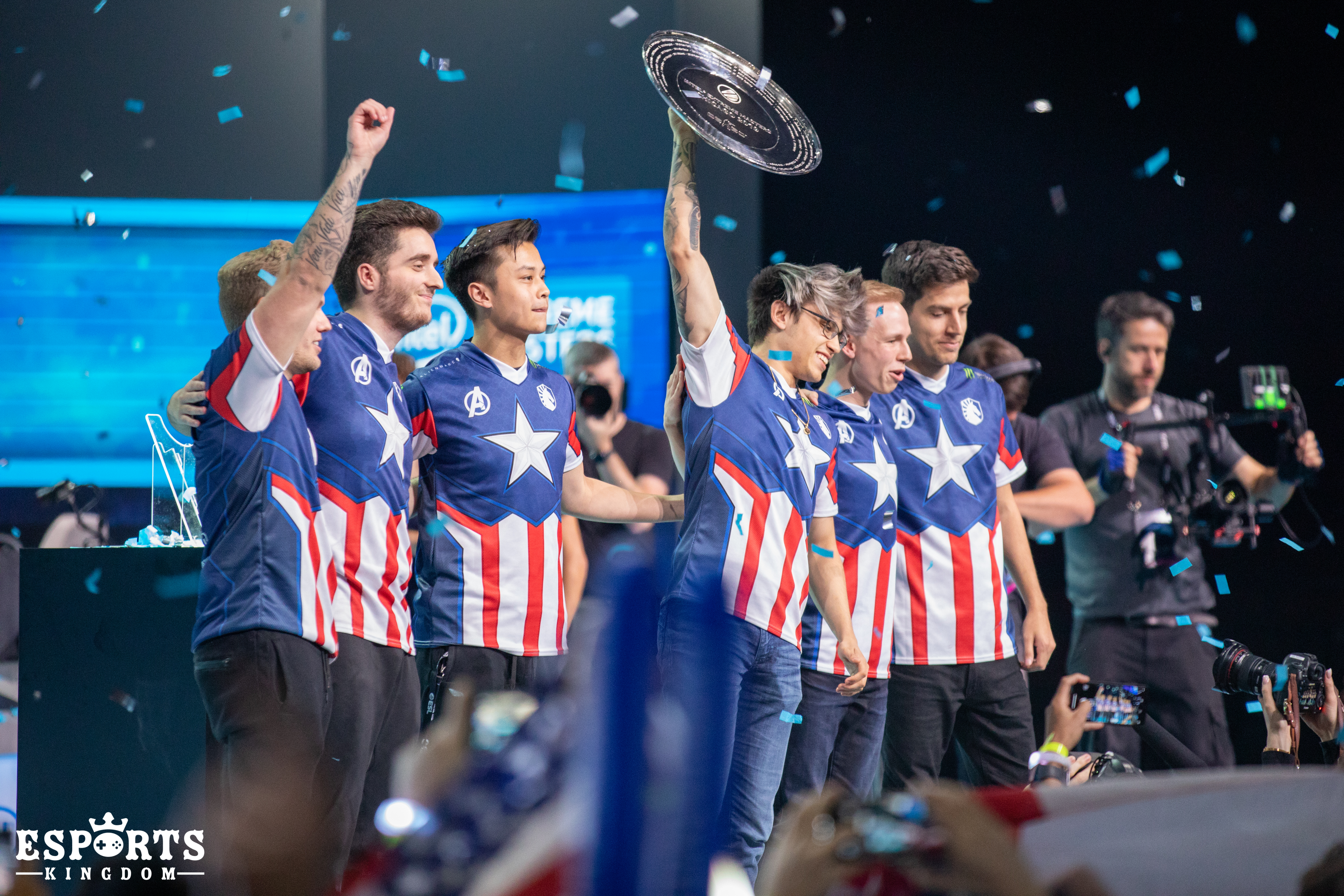
Van Dulken nach dem Sieg bei der IEM Chicago 2019

Russel „Twistzz“ Van Dulken (* 14. November 1999) ist ein kanadischer E-Sportler in der Disziplin Counter-Strike: Global Offensive. Er spielt seit Dezember 2023 für das Team Liquid.

## Karriere

### Team Solomid
Van Dulken begann seine professionelle Karriere 2015. Nachdem er zunächst bei mehreren kleineren Team gespielt hatte, wechselte er im März 2016 zum Team SoloMid. Nachdem das Team an der Qualifikation für das erste Major-Turnier des Jahres 2016 gescheitert war, erreichte er in der Esports Championship Series Season 1 den 3.–4. Platz.

### Misfits Gaming
Im Januar 2017 wechselte Van Dulken zur US-amerikanischen Organisation Misfits Gaming. Mit Misfits Gaming spielte er hauptsächlich Qualifikationsturniere, zudem nahm er an der DreamHack Masters Las Vegas 2017 teil.

### Team Liquid
Im April 2017 wechselte er zur niederländischen Organisation Team Liquid. In diesem Jahr erzielte er den zweiten Rang bei der ESG Tour Mykonos 2017 und der ESL One: New York 2017. Zudem erreichte er das Halbfinale bei der iBUYPOWER Masters 2017.
Zu Beginn des folgenden Jahres spielte er mit dem Eleague Major: Boston 2018 sein erstes Major-Turnier, welches er auf dem 12.–14. Platz beendete. Anschließend siegte er bei der cs_summit 2. Überdies erzielte Van Dulken den zweiten Rang bei der Esports Championship Series Season 5 und dem Eleague CS:GO Premier 2018. Zudem erreichte er das Halbfinale bei der Intel Extreme Masters XII - World Championship und der ESL One: Belo Horizonte 2018. Im Faceit Major: London 2018 erreichte er das Halbfinale, nachdem er mit seinem Team gegen den zukünftigen Sieger Astralis verlor. Anschließend siegte er bei der SuperNova Malta 2018, zudem erreichte er das Finale bei der ESL One: New York 2018, der Intel Extreme Masters XIII - Chicago und der ESL Pro League Season 8. Für seine Einzelleistungen wurde er als 12. erstmals in die Liste der zwanzig besten Spieler des Jahres von HLTV gewählt. Überdies erhielt er für seine Einzelleistungen bei der ESL One: New York 2018 seine erste MVP-Auszeichnung.
Das erste Turnier des Jahres 2019, die iBUYPOWER Masters IV, konnte er gewinnen. Das anschließende Major IEM Major: Katowice 2019 beendete er auf dem 5.–8. Rang. Darauffolgend siegte Van Dulken bei der Intel Extreme Masters XIV - Sydney, der DreamHack Masters Dallas 2019, der ESL One: Cologne 2019, der Blast Pro Series: Los Angeles 2019 und der Intel Extreme Masters XIV - Chicago. Zudem erreichte er das Finale bei der Blast Pro Series: São Paulo 2019, der Blast Pro Series: Miami 2019 und der cs_summit 4. Dabei gewann er die zweite Ausgabe des Intel Grand Slams. Im zweiten Major des Jahres, dem StarLadder Major: Berlin 2019, erreichte er erneut das Viertelfinale. Anschließend erzielte er den zweiten Rang bei der Esports Championship Series Season 8 und dem Blast Pro Series: Global Final 2019. Überdies beendete er die ESL One: New York 2019 im Halbfinale. Für seine Einzelleistungen erhielt er die MVP-Auszeichnung bei der IEM XIV Sydney, zudem wurde er als neuntbester Spieler des Jahres gewählt.
2020 siegte Van Dulken bei der ESL Pro League Season 11: North America. Außerdem erreichte er das Finale bei der DreamHack Masters Spring 2020: North America, der DreamHack Open Summer 2020: North America, der ESL One: Cologne 2020 Online – North America und der Intel Extreme Masters XV – Global Challenge. Zudem beendete er die cs_summit 6 Online: North America auf dem dritten Platz und die Intel Extreme Masters XV - Beijing Online: North America im Halbfinale. Im Dezember 2020 verließ er die aktive Startaufstellung des Teams.

### FaZe Clan
Im Januar 2021 wechselte Van Dulken zur US-amerikanische E-Sport-Organisation FaZe Clan. In diesem Jahr erreichte er das Halbfinale bei der Intel Extreme Masters XVI - Cologne. Im PGL Major Stockholm 2021, erzielte er den 9.–11. Rang. Trotz eines eher weniger erfolgreichen Jahres im Team wurde er für seine Einzelleistungen von HLTV als 17. erneut in die Liste der zwanzig besten Spieler des Jahres gewählt.
2022 gewann er zu Beginn des Jahres die Intel Extreme Masters XVI - Katowice und anschließend die ESL Pro League Season 15. Darauf folgend gewann er mit dem PGL Major Antwerp 2022 nach einem 2:0-Sieg gegen Natus Vincere sein erstes Major-Turnier. In diesem Jahr gewann er zudem die IEM Cologne 2022 mit einem 3:2-Sieg gegen Natus Vincere. Überdies erreichte er das Finale im Roobet Cup und den Blast Premier: Fall Finals 2022. Zudem erreichte er das Finale im Blast Premier: World Final 2022. Im IEM Major: Rio 2022 erzielte er den 15.–16. Platz. Erneut wurde Van Dulken für seine Einzelleistungen als 11. in die Liste der zwanzig besten Spieler gewählt.
2023 siegte er bei der ESL Pro League Season 17, womit er die vierte Ausgabe des Intel Grand Slams gewinnen konnte. Im Blast.tv Major: Paris 2023 erreichte er das Viertelfinale. Anschließend gewann er die IEM Sydney 2023, die Thunderpick World Championship 2023 und die CS Asia Championships 2023. Im November 2023 erreichte er, im letzten Turnier mit seinem Team, den zweiten Rang im Blast Premier: Fall Final 2023. Am ersten Dezember 2023 verließ Van Dulken die US-amerikanische E-Sport-Organisation FaZe Clan. Als 20. wurde er erneut in die Liste der besten Spieler des Jahres von HLTV gewählt.

### Rückkehr zu Team Liquid
Im Dezember 2023 wurde sein Wechsel und damit seine Rückkehr zum Team Liquid bekanntgegeben. Die Qualifikation für das erste Major-Turnier in Counter-Strike 2, dem PGL Major: Kopenhagen 2024, verpasste Van Dulken nach einer Niederlage gegen Complexity im RMR-Turnier. Im weiteren Verlauf des Jahres erreichte er das Finale im CCT Season 1 Global Finals sowie das Viertelfinale im Perfect World Major: Shanghai 2024.

## Erfolge
Die folgende Tabelle zeigt die wichtigsten Erfolge von Van Dulken. Da die Counter-Strike in Fünferteams gespielt wird, entsprechen die dargestellten Preisgelder ein Fünftel des gewonnenen Gesamtpreisgeldes des jeweiligen Teams.
| Jahr                             | Platz                            | Turnier                                                  | Team                             | Persönliches Preisgeld           |
| Counter Strike: Global Offensive | Counter Strike: Global Offensive | Counter Strike: Global Offensive                         | Counter Strike: Global Offensive | Counter Strike: Global Offensive |
| -------------------------------- | -------------------------------- | -------------------------------------------------------- | -------------------------------- | -------------------------------- |
| 2016                             | 3. – 4.                          | Esports Championship Series Season 1                     | Team SoloMid                     | 016.000 $                        |
| 2017                             | 2.                               | ESG Tour Mykonos 2017                                    | Team Liquid                      | 08.000 €                         |
| 2017                             | 2.                               | ESL One: New York 2017                                   | Team Liquid                      | 010.000 $                        |
| 2017                             | 3. – 4.                          | iBUYPOWER Masters 2017                                   | Team Liquid                      | 01.750 $                         |
| 2018                             | 1.                               | cs_summit 2                                              | Team Liquid                      | 012.750 $                        |
| 2018                             | 3.                               | StarLadder & i-League StarSeries Season 4                | Team Liquid                      | 06.000 $                         |
| 2018                             | 3. – 4.                          | Intel Extreme Masters XII - World Championship           | Team Liquid                      | 08.000 $                         |
| 2018                             | 2.                               | ESL Pro League Season 7                                  | Team Liquid                      | 022.000 $                        |
| 2018                             | 2.                               | Esports Championship Series Season 5                     | Team Liquid                      | 024.000 $                        |
| 2018                             | 3. – 4.                          | ESL One: Belo Horizonte 2018                             | Team Liquid                      | 03.400 $                         |
| 2018                             | 2.                               | Eleague CS:GO Premier 2018                               | Team Liquid                      | 040.000 $                        |
| 2018                             | 3. – 4.                          | Faceit Major: London 2018                                | Team Liquid                      | 014.000 $                        |
| 2018                             | 2.                               | ESL One: New York 2018                                   | Team Liquid                      | 010.000 $                        |
| 2018                             | 2.                               | Intel Extreme Masters XIII - Chicago                     | Team Liquid                      | 08.400 $                         |
| 2018                             | 1.                               | SuperNova Malta 2018                                     | Team Liquid                      | 016.000 $                        |
| 2018                             | 2.                               | ESL Pro League Season 8                                  | Team Liquid                      | 022.000 $                        |
| 2019                             | 1.                               | iBUYPOWER Masters IV                                     | Team Liquid                      | 020.000 $                        |
| 2019                             | 2.                               | Blast Pro Series: São Paulo 2019                         | Team Liquid                      | 010.000 $                        |
| 2019                             | 2.                               | Blast Pro Series: Miami 2019                             | Team Liquid                      | 010.000 $                        |
| 2019                             | 1.                               | Intel Extreme Masters XIV - Sydney                       | Team Liquid                      | 020.000 $                        |
| 2019                             | 2.                               | cs_summit 4                                              | Team Liquid                      | 07.300 $                         |
| 2019                             | 1.                               | DreamHack Masters Dallas 2019                            | Team Liquid                      | 020.000 $                        |
| 2019                             | 1.                               | ESL Pro League Season 9                                  | Team Liquid                      | 050.000 $                        |
| 2019                             | 1.                               | ESL One: Cologne 2019                                    | Team Liquid                      | 025.000 $                        |
| 2019                             | 1.                               | Blast Pro Series: Los Angeles 2019                       | Team Liquid                      | 025.000 $                        |
| 2019                             | 1.                               | Intel Extreme Masters XIV - Chicago                      | Team Liquid                      | 025.000 $                        |
| 2019                             | 3. – 4.                          | ESL One: New York 2019                                   | Team Liquid                      | 03.600 $                         |
| 2019                             | 2.                               | Esports Championship Series Season 8                     | Team Liquid                      | 020.000 $                        |
| 2019                             | 2.                               | Blast Pro Series: Global Final 2019                      | Team Liquid                      | 016.000 $                        |
| 2020                             | 1.                               | ESL Pro League Season 11: North America                  | Team Liquid                      | 018.000 $                        |
| 2020                             | 2.                               | DreamHack Masters Spring 2020: North America             | Team Liquid                      | 04.000 $                         |
| 2020                             | 2.                               | DreamHack Open Summer 2020: North America                | Team Liquid                      | 04.000 $                         |
| 2020                             | 2.                               | ESL One: Cologne 2020 Online - North America             | Team Liquid                      | 06.000 $                         |
| 2020                             | 3. – 4.                          | Intel Extreme Masters XV - Beijing Online: North America | Team Liquid                      | 01.200 $                         |
| 2020                             | 2.                               | Intel Extreme Masters XV - Global Challenge              | Team Liquid                      | 020.000 $                        |
| 2021                             | 3. – 4.                          | Intel Extreme Masters Cologne 2021                       | FaZe Clan                        | 016.000 $                        |
| 2022                             | 1.                               | Intel Extreme Masters Katowice 2022                      | FaZe Clan                        | 066.667 $                        |
| 2022                             | 1.                               | ESL Pro League Season 15                                 | FaZe Clan                        | 038.000 $                        |
| 2022                             | 1.                               | PGL Major Antwerp 2022                                   | FaZe Clan                        | 0100.000 $                       |
| 2022                             | 2.                               | Roobet Cup                                               | FaZe Clan                        | 010.000 $                        |
| 2022                             | 1.                               | Intel Extreme Masters Cologne 2022                       | FaZe Clan                        | 080.000 $                        |
| 2022                             | 2.                               | Blast Premier: Fall Finals 2022                          | FaZe Clan                        | 017.000 $                        |
| 2022                             | 3. – 4.                          | Blast Premier: World Final 2022                          | FaZe Clan                        | 017.000 $                        |
| 2023                             | 1.                               | ESL Pro League Season 17                                 | FaZe Clan                        | 040.000 $                        |
| 2023                             | 3. – 4.                          | Intel Extreme Masters Dallas 2023                        | FaZe Clan                        | 04.000 $                         |
| Counter-Strike 2                 |                                  |                                                          |                                  |                                  |
| 2023                             | 1.                               | Intel Extreme Masters Sydney 2023                        | FaZe Clan                        | 020.000 $                        |
| 2023                             | 1.                               | Thunderpick World Championship 2023                      | FaZe Clan                        | 050.000 $                        |
| 2023                             | 1.                               | CS Asia Championships 2023                               | FaZe Clan                        | 050.000 $                        |
| 2023                             | 2.                               | Blast Premier: Fall Final 2023                           | FaZe Clan                        | 017.000 $                        |
| 2024                             | 2.                               | CCT Season 1 Global Finals                               | Team Liquid                      | 020.000 $                        |

## Auszeichnungen
- 2018: Platz 12 der HLTV.org Bestenliste[3]
- 2019: Platz 9 der HLTV.org Bestenliste[4]
- 2021: Platz 17 der HLTV.org Bestenliste[6]
- 2022: Platz 11 der HLTV.org Bestenliste[8]
- 2023: Platz 20 der HLTV.org Bestenliste[11]